# Рекордні температури повітря в Україні
| Місто                | Найвища температура, °C | Дата                          | Найнижча температура, °C | Дата                         |
| -------------------- | ----------------------- | ----------------------------- | ------------------------ | ---------------------------- |
| Дніпро               | +40,9                   | 8 серпня 2010                 | −38,2                    | 11 січня 1940                |
| Луганськ             | +42,0                   | 12 серпня 2010                | −41,9                    | 8 січня 1900 8 січня 1935    |
| Донецьк              | +39,1                   | 10 серпня 2010                | −33,5                    | 10 січня 1940                |
| Вознесенськ          | +41,3                   | 20 липня 2007 21 липня 2007   |                          |                              |
| Вінниця              | +38,3                   | 16 липня 2024                 | −38,2                    | лютий 1929                   |
| Володимир-Волинський | +38,0                   | 11 серпня 1946                | −38,9                    | 11 лютого 1929               |
| Київ                 | +39,9                   | 9 серпня 1929                 | −32,2                    | 9 лютого 1929                |
| Луцьк                | +36,2                   | 20 серпня 1946 16 серпня 1952 | −33,6                    | 11 лютого 1929               |
| Львів                | +37,0                   | серпень 1931                  | −33,6                    | 10 лютого 1929               |
| Полтава              | +38,2                   | 10 липня 2025                 | −33,6                    | 10 січня 1940                |
| Харків               | +39,8                   | 10 серпня 2010                | −35,6                    | 10 січня 1940                |
| Херсон               | +40,7                   | 8 серпня 2010                 | −32,2                    | 3 лютого 1911                |
| Ужгород              | +38,6                   | 15 липня 1952                 | −32,0                    | 9 лютого 1929 10 лютого 1929 |
| Запоріжжя            | +41,5                   | 8 серпня 2010                 | −31,8                    | 10 січня 1940                |
| Сімферополь          | +39,3                   | 28 липня 1971                 | −30,2                    | 12 лютого 1911               |
| Житомир              | +38,1                   | 30 липня 1936                 | −34,9                    | 11 січня 1950                |
| Івано-Франківськ     | +37,3                   | 20 серпня 1946                | −34,1                    | 20 січня 1963                |
| Кропивницький        | +38,7                   | 27 липня 1909 20 серпня 1929  | −35,3                    | 9 січня 1935                 |
| Миколаїв             | +41,6                   | 16 липня 2024                 | −29,7                    | 10 січня 1940                |
| Одеса                | +39,3                   | 2007                          | −29,0                    | 10 лютого 1929               |
| Рівне                | +37,0                   | 16 серпня 1952                | −34,5                    | 8 січня 1987                 |
| Суми                 | +39,9                   | 11 серпня 1907                | −36,0                    | 6 січня 1935                 |
| Черкаси              | +37,4                   | 30 липня 1936                 | −35,3                    | січень 1935                  |
| Чернівці             | +37,9                   | 16 липня 2024                 | −31,5                    | 11 січня 1940                |
| Чернігів             | +38,2                   | 30 липня 1936                 | −35,9                    | 9 січня 1987                 |
| Севастополь          | +39,1                   | 28 липня 2025                 | −22,0                    | 8 лютого 1929                |

## Додаткова інформація
- Клімат міст України [Архівовано 4 квітня 2008 у Wayback Machine.]
- Погода [Архівовано 23 квітня 2013 у Wayback Machine.]
- Погодные рекорды Украины [Архівовано 1 квітня 2012 у Wayback Machine.] (рос.)